# Elyne
Elyne is een Italiaanse metalcoreband afkomstig uit Ravenna. 

## Biografie
De band werd opgericht in 2012 en bracht in 2013 haar haar eerste ep Syncretism uit. In 2014 brachten ze in samenwerking met This Is Core Records hun debuutalbum What Burns Inside uit. Ter promotie deden ze samen met Helia een toer door heel Europa, die hen onder meer in het Verenigd Koninkrijk en Rusland bracht. Gedurende het jaar deelden ze eveneens het podium met grotere acts als The Ghost Inside, Being as an Ocean, Chelsea Grin en Architects.
Op 24 juni 2014 trad de band op in Gorinchem in Nederland en een dag later stond de band in Nazareth, België op het podium. Begin 2017 bracht de band het album Alibi uit in samenwerking met White Tower Records. Dit album piekte op een derde notering in de Italiaanse Metal ITunes Chart.
Op 6 maart 2020 bracht de band haar derde album, Art of Being Human, zelfstandig uit. Vanwege de coronapandemie was de band echter niet in staat te toeren. Wel werd bekendgemaakt dat ze in april 2020 op zouden treden op het Impericon Festival in Leipzig.

## Bezetting
- Daniele Faccani: gitaar, vocalen
- Elia Magnani: gitaar, vocalen
- Bruno Stella: bas
- Dario Capacci: drums

## Discografie
Studioalbums
- 2014 - What Burns Inside
- 2017 - Alibi
- 2020 - Art of Being Humas

Ep's
- 2013 - Syncretism